# Formel-Nippon-Saison 1999
Die Formel-Nippon-Saison 1999 wurde vom 8. April bis zum 14. November im Rahmen von 10 Rennen ausgetragen. In die Wertung kamen alle erzielten Resultate.
| Punktewertung |    |   |   |   |   |   |
| Platz:        | 1  | 2 | 3 | 4 | 5 | 6 |
| Punkte:       | 10 | 6 | 4 | 3 | 2 | 1 |

## Rennkalender
|    | Datum         | Rennen | Pole-Position       | Platz 1             | Platz 2          | Platz 3             |
| -- | ------------- | ------ | ------------------- | ------------------- | ---------------- | ------------------- |
| 1  | 8. April      | Suzuka | Hidetoshi Mitsusada | Satoshi Motoyama    | Tom Coronel      | Hidetoshi Mitsusada |
| 2  | 9. Mai        | Motegi | Tom Coronel         | Hidetoshi Mitsusada | Satoshi Motoyama | Ralph Firman        |
| 3  | 23. Mai       | Mine   | Satoshi Motoyama    | Satoshi Motoyama    | Ralph Firman     | Tom Coronel         |
| 4  | 6. Juni       | Fuji   | Peter Dumbreck      | Tom Coronel         | Peter Dumbreck   | Michael Krumm       |
| 5  | 4. Juli       | Suzuka | Satoshi Motoyama    | Masami Kageyama     | Tom Coronel      | Takuya Kurosawa     |
| 6  | 1. August     | Sugo   | Tom Coronel         | Tom Coronel         | Satoshi Motoyama | Takuya Kurosawa     |
| 7  | 5. September  | Fuji   | Tom Coronel         | Tom Coronel         | Juichi Wakisaka  | Satoshi Motoyama    |
| 8  | 19. September | Mine   | Tom Coronel         | Hidetoshi Mitsusada | Hideki Noda      | Juichi Wakisaka     |
| 9  | 3. Oktober    | Motegi | Satoshi Motoyama    | Satoshi Motoyama    | Ryō Michigami    | Tom Coronel         |
| 10 | 14. November  | Suzuka | Ralph Firman        | Ralph Firman        | Michael Krumm    | Juichi Wakisaka     |

## Punktestand

### Fahrer
| 1. | Tom Coronel         | 50 |
| 2. | Satoshi Motoyama    | 46 |
| 3. | Hidetoshi Mitsusada | 31 |
| 4. | Ralph Firman        | 21 |
| 5. | Michael Krumm       | 19 |
| 6. | Masami Kageyama     | 17 |

| 7.  | Peter Dumbreck  | 16 |
| 7.  | Juichi Wakisaka | 16 |
| 9.  | Takuya Kurosawa | 10 |
| 10. | Ryō Michigami   | 9  |
| 11. | Hideki Noda     | 7  |
| 12. | Kōji Yamanishi  | 6  |

|     | Yūji Tachikawa     | 6 |
| 14. | Tetsuya Tanaka     | 3 |
| 15. | Dominik Schwager   | 1 |
| 15. | Katsutomo Kaneishi | 1 |
| 15. | Masahiko Kageyama  | 1 |
| 15. | Hiroki Katō        | 1 |